# Thiên Môn
Thiên Môn (chữ Hán giản thể: 天门, phồn thể: 天門, bính âm: Tiānmén) là một thành phố cấp phó địa khu trực thuộc tỉnh Hồ Bắc, Cộng hòa Nhân dân Trung Hoa.
Thiên Môn nằm ở phía tây Vũ Hán và đông Kinh Châu. 
Về mặt hành chính, thành phố Thiên Môn có 4 nhai đạo, 20 trấn, 1 hương. Tên gọi cũ là Cánh Lăng (竟陵), quê hương Lưu Yên thời Tam Quốc. Đây cũng là quê của Lục Vũ, người được xem là "vua trà" Trung Quốc.

## Lịch sử
Thiên Môn, tên gọi cổ là Cánh Lăng, tới năm Ung Chính thứ tư (1726) đổi tên thành Thiên Môn. Từ khi là huyện Cánh Lăng thời nhà Tần cho tới nay Thiên Môn có lịch sử trên 2000 năm. Tháng 8 năm 1987 bỏ huyện lập thị (địa cấp thị). Tháng 10 năm 1994 chuyển thành phó địa cập thị (địa cấp thị trực thuộc tỉnh).

## Phân chia hành chính
- Nhai đạo: Cánh Lăng, Nhạc Khẩu, Hậu Khẩu, Dương Lâm.
- Trấn: Đa Bảo, Đà Thị, Trương Cảng, Tương Tràng, Uông Tràng, Ngư Tân, Hoàng Đàm, Hoành Lâm, Bành Thị, Ma Dương, Đa Tường, Càn Dịch, Mã Loan, Lư Thị, Tiểu Bản, Cửu Chân, Tạo Thị, Hồ Thị, Thạch Hà, Phật tử Sơn.
- Hương: Tịnh Đàm

## Văn hóa
"Trà thánh" Lục Vũ, thi nhân thời Đường Bì Nhật Hưu, các đại diện cho trường phái văn thơ Cánh Lăng thời Minh như Chung Tinh, Đàm Nguyên Xuân cùng trạng nguyên thời Thanh Tưởng Lập Dong đều là người vùng này.